# Stan Brakhage
Stan Brakhage (Kansas City, 14 de gener del 1933 – Victoria, 9 de març del 2003) va ser un director de cinema, de fotografia, muntador, actor i productor. Va ser un des cineastes experimentals més fecunds del segle xx, amb més de 300 films que va realitzar entre 1952 i 2003.
Al llarg de cinc dècades, Brakhage va crear un gran i divers treball, que explora una varietat de formats, enfocaments i tècniques que van incloure treball amb càmera en mà, dibuix directament sobre cel·luloide, tall ràpid, edició a la càmera, ratllar la pel·lícula, cinema collage i l'ús d'exposicions múltiples. Es va interesar en la mitologia i inspirat en la música, la poesia i els fenòmens visuals, Brakhage va intentar revelar l’universal, en particular explorant temes de naixement, mortalitat, sexualitat, i la innocència. Les seves pel·lícules són en la seva majoria silencioses.
Les pel·lícules de Brakhage sovint es destaquen per la seva expressivitat i el lirisme. Tot i que van ser durant molts anys difícils de trobar, molts ja estan disponibles en DVD i en altres suports.

## Biografia

### Joventut i formació
Stan Brakhage va néixer Robert Sanders en un orfenat de Kansas City (Missouri). Tres setmanes després del seu naixement, va ser adoptat per Ludwig i Clara Brakhage, i rebatejat James Stanley Brakhage. Des de l'edat de quatre anys, comença una carrera de pianista i cantant a la ràdio, fins al 1946. Poc després d'haver acabat el seu ensenyament secundari a Denver, Colorado, comença estudis superiors al Dartmouth College el 1951.
La seva carrera de cineasta comença després d'haver abandonat el Dartmouth College, el 1952, amb el curtmetratge Interim (1952) realitzat a casa seva, a Denver. Influït per Sergei Eisenstein i les pel·lícules de Jean Cocteau, aquesta primera pel·lícula abraça l'estil neorealista sobre una trama sonora de James Tenney.
El 1953, Brakhage s'inscriu al San Francisco Art Institute de San Francisco. La seva estada allà li permetrà conèixer els poetes avantguardistes Robert Duncan i Kenneth Rexroth del que tindrà una forta influència. La manca de recursos econòmics serà la principal raó del retorn de Brakhage a Colorado. Hi dirigeix un petit grup de teatre a Central city; s'hi fan obres de Wedekind, Strindberg i Txékhov.
Tanmateix, Brakhage, sempre girat cap al cinema, finança el seu nou projecte; Unglassed Windows Cast a Terrible Reflection, que realitza abans de tornar a San Francisco, per a continuació tornar a Colorado, on el seu pare li ofereix de finançar el seu nou projecte Desistfilm el desembre de 1953. Després de la seva pel·lícula, treballa en una plantació d'eucaliptus a Fremont (Califòrnia). Realitza la seva primera pel·lícula en color, a continuació Reflection on Black que rep un premi de la Creative Film Foundation. S'estableix a San Francisco on crea un taller de producció cinematogràfic i obté contractes de publicitat.
Al final de 1954, marxa a Nova York i coneix diversos artistes experimentals, entre el qual els compositors John Cage, Edgard Varese i els cineastes d'avantguarda Maya Deren, Marie Menken i Joseph Cornell.

### Brakhage el cineasta
L'any 1955, Brakhage treballa en nombrosos projectes, entre els quals Centuries of June, en col·laboració amb el cineasta Joseph Cornell, The Wonder ring, la seva primera pel·lícula en color i Reflection on Black que rep un premi de la Creative Film Foundation. Contràriament a les seves primeres obres que tenen un caràcter narratiu, és cada cop més fosc en les seves noves realitzacions, en l'abstracció experimental, inspirat sobretot per la pel·lícula francesa Traité de bave et d'éternité d'Isidore Isou (1951). L'any següent, es dedica a fer conferències sobre el cinema, al teatre del col·leccionista i distribuïdor Raymond Rohauer de Los Angeles a més de realitzar Flesh of Morning i Nightcats. A partir de 1956 rep contractes de cinema corporatiu i publicitat per la televisió.
El 1957, el cineasta, abandona el medi artístic underground novaiorquès, s'instal·la a Denver i es casa amb Jane Collum que esdevé no només la seva dona, sinó la seva font d'inspiració durant els propers anys. La seva vida de família és en aquella època un tema prioritari per Brakhage. El mateix any, treballa sobre el curtmetratge en dos temps Daybreak i Whiteye, així com amb Loving.
La pel·lícula següent, Anticipation of the Night (1958), és un punt d'inflexió pel cineasta i per les formes del cinema experimental, ja que l'obra suggereix que l'objectiu esdevé ell mateix subjectiu. Poc després, va al festival de cinema de Brussel·les, on assisteix a les pel·lícules de realitzadors com Peter Kubelka i Robert Breer.
El 1959, Brakhage filma el naixement del seu primer fill. Les imatges, un cop muntades, donen Window Water Baby Moving, una de les obres més cèlebres de l'artista. Roda igualment aquell mateix any Sirius Remembered, que il·lustra la descomposició del gos mort de la família. Comença igualment a presentar les seves obres en públic i fa conferències sobre aquestes i sobre les d'altres realitzadors. El seu segon fill, el 1961, és l'ocasió per realitzar la pel·lícula Thigh Line lyre Triangular.
Al començament dels anys 1960, a més de rodar The Dead, al cementiri del Pare-Lachaise a París, el cineasta articula la seva concepció del cinema i de la percepció amb l'escriptura de Metaphors on Vision, aparegut el 1963. Sobre la vessant tècnica, innova, el mateix any, amb Mothlight, una sèrie d'insectes i de vegetals enganxats directament sobre la cinta de 16 mm. El 1964, realitza Dog Star Man, la seva obra magna de 53 minuts en quatre parts. Aquesta pel·lícula és convertida en un film de 250 minuts el 1965 i rebatejada The Art of Vision. De resultes del robatori del seu equip de 16 mm aquell mateix any, Brakhage roda amb 8 mm fins al 1969.
Les reflexions polítiques, i més particularment sobre la guerra, són un nou tema que l'artista explora amb 23rd Psalm Branch el 1966 o en algunes de les trenta pel·lícules Song (1964-1969).
El final dels anys 1960 marca una nova fase en l'obra de Brakhage. Les pel·lícules Scenes from under childhood (1967-1970), The wair falcon saga, The machine of Eden i The animals of Eden and after tracten tots del retorn a la infantesa i dels primers estadis de la vida i del cos. El 1971, amb Eyes, Deus Ex (1971) i The Act of seeing with one's own Eyes, filma les tres institucions del control dels cossos: la policia, l'hospital i el dipòsit de cadàvers.

## Filmografia

### Director
| - 1952: Interim - 1953: Unglassed Windows Cast a Terrible Reflection - 1953: The Boy and the Sea - 1954: The Way to Shadow Garden - 1954: The Extraordinary Child - 1954: Desistfilm - 1955: The Wonder Ring - 1955: Untitled Film of Geoffrey Holder's Wedding - 1955: Reflections on Black - 1955: In Between - 1955: Centuries of June - 1956: Zone Moment - 1956: Nightcats - 1956: Flesh of Morning - 1957: Whiteye - 1957: Loving - 1957: Daybreak - 1958: Anticipation of the Night - 1959: Wedlock House: An Intercourse - 1959: Sirius Remembered - 1959: Cat's Cradle - 1960: The Dead - 1961: Thigh Line Lyre Triangular - 1961: Films by Stan Brakhage: An Avant-Garde Home Movie - 1962: Silent Sound Sense Stars Subotnick and Sender - 1962: Dog Star Man: Part I - 1962: Blue Moses - 1962: Window Water Baby Moving - 1962: Prelude: Dog Star Man - 1963: A Woe Story - 1963: Oh Life - 1963: Mothlight - 1963: Meat Jewel - 1963: Dog Star Man: Part II - 1963: The A-Test News - 1964: Song 8 - 1964: Song 7 - 1964: Song 6 - 1964: Song 5 - 1964: Song 4 - 1964: Song 3 - 1964: Song 2 - 1964: Song 1 - 1964: Dog Star Man: Part IV - 1964: Dog Star Man: Part III - 1965: Vein - 1965: Two: Creeley/McClure - 1965: Song 9 - 1965: Song 22 - 1965: Song 21 - 1965: Song 20 - 1965: Song 19 - 1965: Song 18 - 1965: Song 17 - 1965: Song 16 - 1965: Song 14 - 1965: Song 13 - 1965: Song 12 - 1965: Song 11 - 1965: Song 10 - 1965: Pasht - 1965: Fire of Waters - 1965: Bluewhite - 1965: Blood's Tone - 1965: Black Vision - 1965: The Art of Vision - 1965: 15 Song Traits - 1967: Song 25 - 1967: Song 24 - 1967: Scenes From Under Childhood Section#1 - 1967: Eye Myth - 1967: 23rd Psalm Branch: Part I - 1968: Song 26 - 1968: My Mountain Song 27 - 1968: Lovemaking - 1968: The Horseman, the Woman, and the Moth - 1969: Window Suite of Children's Songs - 1969: Song 29 - 1969: Song 28 - 1969: Song 27 (Part II) Rivers - 1969: Scenes From Under Childhood Section#3 - 1969: Scenes From Under Childhood Section#2 - 1969: American 30's Song - 1970: The Weir-Falcon Saga - 1970: Sexual Meditation No. 1: Motel - 1970: Sexual Meditation: Hotel - 1970: Scenes From Under Childhood Section#4 - 1970: The Machine of Eden - 1970: The Animals of Eden and After - 1971: Western History - 1971: The Trip to Door - 1971: Sexual Meditation: Room with View - 1971: The Peaceable Kingdom - 1971: Fox Fire Child Watch - 1971: Eyes - 1971: Door - 1971: Deus Ex (pel·lícula) - 1971: Angels' - 1971: The Act of Seeing with One's Own Eyes - 1972: The Wold Shadow - 1972: The Shores of Phos: A Fable - 1972: Sexual Meditation: Open Field - 1972: Sexual Meditation: Office Suite - 1972: Sexual Meditation: Faun's Room, Yale - 1972: The Presence - 1972: Eye Myth Educational - 1972: The Riddle of Lumen - 1972: The Process - 1973: The Women - 1973: Sincerity I - 1973: Gift - 1974: The Text of Light - 1974: The Stars Are Beautiful - 1974: Star Garden - 1974: Sol - 1974: Skein - 1974: Hymn to Her - 1974: He Was Born, He Suffered, He Died - 1974: Flight - 1974: Dominion - 1974: Clancy - 1974: Aquarien - 1975: Sincerity II - 1975: Short Films: 1975#9 | - 1975: Short Films: 1975#8 - 1975: Short Films: 1975#7 - 1975: Short Films: 1975#6 - 1975: Short Films: 1975#5 - 1975: Short Films: 1975#4 - 1975: Short Films: 1975#3 - 1975: Short Films: 1975#2 - 1975: Short Films: 1975#1 - 1975: Short Films: 1975#10 - 1976: Window - 1976: Trio - 1976: Tragoedia - 1976: Sketches - 1976: Short Films: 1976 - 1976: Rembrandt, Etc., and Jane - 1976: Highs - 1976: Gadflies - 1976: The Dream, NYC, the Return, the Flower - 1976: Desert - 1976: Airs - 1976: Absence - 1977: Soldiers and Other Cosmic Objects - 1977: The Governor - 1977: The Domain of the Moment - 1978: Thot-Fal'N - 1978: Sluice - 1978: Sincerity III - 1978: Purity, and After - 1978: Nightmare Series - 1978: Duplicity II - 1978: Duplicity - 1978: Centre - 1978: Burial Path - 1978: Plantilla:Lh - 1978: 23rd Psalm Branch: Part II - 1979: Roman Numeral Series II - 1979: Roman Numeral Series I - 1979: Creation - 1979: @ - 1980: Sincerity V - 1980: Sincerity IV - 1980: Salome - 1980: Roman Numeral Series VII - 1980: Roman Numeral Series VI - 1980: Roman Numeral Series V - 1980: Roman Numeral Series IV - 1980: Roman Numeral Series III - 1980: Other - 1980: Murder Psalm - 1980: Made Manifest - 1980: Duplicity III - 1980: Arabic Numeral Series 3 - 1980: Arabic Numeral Series 2 - 1980: Arabic Numeral Series 1 - 1980: Aftermath - 1981: Unconscious London Strata - 1981: RR - 1981: Roman Numeral Series VIII - 1981: Roman Numeral Series IX - 1981: Nodes - 1981: The Garden of Earthly Delights - 1981: Arabic Numeral Series 9 - 1981: Arabic Numeral Series 8 - 1981: Arabic Numeral Series 7 - 1981: Arabic Numeral Series 6 - 1981: Arabic Numeral Series 5 - 1981: Arabic Numeral Series 4 - 1981: Arabic Numeral Series 13 - 1981: Arabic Numeral Series 12 - 1981: Arabic Numeral Series 11 - 1981: Arabic Numeral Series 10 - 1981: Arabic Numeral Series 0 - 1981: Hell Spit Flexion - 1982: Arabic Numeral Series 19 - 1982: Arabic Numeral Series 18 - 1982: Arabic Numeral Series 17 - 1982: Arabic Numeral Series 16 - 1982: Arabic Numeral Series 15 - 1982: Arabic Numeral Series 14 - 1984: Tortured Dust - 1984: Egyptian Series - 1986: Night Music - 1986: The Loom - 1986: Jane - 1986: Fireloop - 1986: Dance Shadows by Danielle Helander - 1986: Confession - 1986: The Aerodyne - 1987: Loud Visual Noises - 1987: Kindering - 1987: Faustfilm: An Opera: Part I - 1987: The Dante Quartet - 1988: Rage Net - 1988: Matins - 1988: Faust's Other: An Idyll - 1988: Faust 3: Candida Albacore - 1988: Marilyn's Window - 1988: I... Dreaming - 1989: Visions in Meditation#2: Mesa Verde - 1989: Visions in Meditation#1 - 1989: Faust 4 - 1989: Babylon Series - 1990: Visions in Meditation#4: D.H. Lawrence - 1990: Visions in Meditation#3: Plato's Cave - 1990: The Thatch of Night - 1990: Passage Through: A Ritual - 1990: Glaze of Cathexis - 1990: City Streaming - 1990: Babylon Series#3 - 1990: Babylon Series#2 - 1991: Vision of the Fire Tree - 1991: Delicacies of Molten Horror Synapse - 1991: Christ Mass Sex Dance - 1991: A Child's Garden and the Serious Sea - 1991: Agnus Dei Kinder Synapse - 1992: Interpolations I-V - 1992: For Marilyn - 1992: Crack Glass Eulogy - 1992: Boulder Blues and Pearls and... - 1993: Tryst Haunt - 1993: Three Homerics - 1993: Study in Color and Black and White - 1993: Stellar - 1993: The Harrowing | - 1993: Ephemeral Solidarity - 1993: Blossom Gift/Favor - 1993: Autumnal - 1994: We Hold These - 1994: Naughts - 1994: The Mammals of Victoria - 1994: I Take These Truths - 1994: First Hymn to the Night - Novalis - 1994: Elementary Phrases - 1994: The Chartres Series - 1994: Cannot Not Exist - 1994: Cannot Exist - 1994: Black Ice - 1995: Spring Cycle - 1995: Sorrowing - 1995: Retrospect: The Passover - 1995: Paranoia Corridor - 1995: The Lost Films - 1995: In Consideration of Pompeii - 1995: I Am Afraid: And This Is My Fear - 1995: I... - 1995: Earthen Aerie - 1995: Blue Black: Introspection - 1995: Blood Drama - 1996: Two Found Objects of Charles Boultenhouse - 1996: Shockingly Hot - 1996: Sexual Saga - 1996: Prelude 9 - 1996: Prelude 8 - 1996: Prelude 7 - 1996: Prelude 6 - 1996: Prelude 5 - 1996: Prelude 4 - 1996: Prelude 3 - 1996: Prelude 24 - 1996: Prelude 23 - 1996: Prelude 22 - 1996: Prelude 2 - 1996: Prelude 21 - 1996: Prelude 20 - 1996: Prelude 19 - 1996: Prelude 18 - 1996: Prelude 17 - 1996: Prelude 16 - 1996: Prelude 15 - 1996: Prelude 14 - 1996: Prelude 13 - 1996: Prelude 12 - 1996: Prelude 1 - 1996: Prelude 11 - 1996: Prelude 10 - 1996: Polite Madness - 1996: The Fur of Home - 1996: Concrescence - 1996: Blue Value - 1996: Beautiful Funerals - 1997: Yggdrasill: Whose Roots Are Stars in the Human Mind - 1997: Self Song/Death Song - 1997: Plantilla:Lh - 1997: Commingled Containers - 1997: The Cat of the Worm's Green Realm - 1998: ...Reel Two - 1998: ...Reel Three - 1998: ...Reel One - 1998: ...Reel Four - 1998: Female Mystique and Spare Leaves - 1999: Worm and Web Love - 1999: Stately Mansions Did Decree - 1999: Persian Series#5 - 1999: Persian Series#4 - 1999: Persian Series#3 - 1999: Persian Series#2 - 1999: Persian Series#1 - 1999: Moilsome Toilsome - 1999: The Lion and the Zebra Make God's Raw Jewels - 1999: The Earthsong of the Cricket - 1999: The Dark Tower - 1999: Cricket Requiem - 1999: Coupling - 1999: Cloud Chamber - 1999: The Birds of Paradise - 1999: Alternating Currents - 1999: ...Reel Five - 2000: Water for Maya - 2000: Persian Series#9 - 2000: Persian Series#8 - 2000: Persian Series#7 - 2000: Persian Series#6 - 2000: Persian Series#12 - 2000: Persian Series#11 - 2000: Persian Series#10 - 2000: The God of Day Had Gone Down Upon Him - 2000: Dance - 2001: Very - 2001: Rounds - 2001: Night Mulch - 2001: Micro-Garden - 2001: Jesus Wept - 2001: In Jesus Name - 2001: Christ on Cross - 2001: Baby Jesus - 2001: Occam's Thread - 2001: Lovesong 2 - 2001: Lovesong - 2001: Persian Series#18 - 2001: Persian Series#17 - 2001: Persian Series#16 - 2001: Persian Series#15 - 2001: Persian Series#14 - 2001: Persian Series#13 - 2002: Resurrectus Est - 2002: Max - 2002: Lovesong 3 - 2002: Ascension - 2002: Lovesong 6 - 2002: Lovesong 5 - 2002: Dark Night of the Soul - 2002: Panels for the Walls of Heaven - 2002: SB (One Minute for Vienna) - 2002: Lovesong 4 - 2002: Seasons... - 2003: Stan's Window - 2003: Work in Progress - 2003: Chinese Series |

### Director de fotografia
| - 1954: The Way to Shadow Garden - 1954: The Extraordinary Child - 1954: Desistfilm - 1955: The Wonder Ring - 1955: Reflections on Black - 1955: In Between - 1955: Centuries of June - 1960: The Dead - 1961: Films by Stan Brakhage: An Avant-Garde Home Movie - 1962: Dog Star Man: Part I - 1962: Blue Moses - 1962: Window Water Baby Moving - 1962: Prelude: Dog Star Man - 1963: Dog Star Man: Part II - 1964: Dog Star Man: Part III - 1965: Fire of Waters | - 1965: 15 Song Traits - 1967: Scenes From Under Childhood Section#1 - 1969: Scenes From Under Childhood Section#3 - 1969: Scenes From Under Childhood Section#2 - 1970: Scenes From Under Childhood Section#4 - 1971: The Act of Seeing with One's Own Eyes - 1974: The Text of Light - 1974: The Stars Are Beautiful - 1974: Hymn to Her - 1975: Sincerity II - 1975: Short Films: 1975#9 - 1975: Short Films: 1975#2 - 1976: Airs - 1977: The Governor - 1977: The Domain of the Moment - 1980: Salome | - 1980: Other - 1981: Unconscious London Strata - 1981: Arabic Numeral Series 10 - 1984: Tortured Dust - 1987: Faustfilm: An Opera: Part I - 1990: Visions in Meditation#4: D.H. Lawrence - 1990: Passage Through: A Ritual - 1992: For Marilyn - 1997: Commingled Containers - 2000: Water for Maya - 2000: Persian Series#9 - 2000: The God of Day Had Gone Down Upon Him - 2000: Dance - 2003: Stan's Window - 2003: Work in Progress |

### Muntador
| - 1954: Desistfilm - 1960: The Dead - 1962: Blue Moses - 1962: Window Water Baby Moving - 1962: Prelude: Dog Star Man - 1963: Dog Star Man: Part II - 1964: Dog Star Man: Part III - 1967: Scenes From Under Childhood Section#1 - 1969: Window Suite of Children's Songs - 1969: Scenes From Under Childhood Section#3 - 1969: Scenes From Under Childhood Section#2 | - 1970: Scenes From Under Childhood Section#4 - 1971: The Act of Seeing with One's Own Eyes - 1974: Hymn to Her - 1975: Sincerity II - 1975: Short Films: 1975#9 - 1975: Short Films: 1975#2 - 1977: The Governor - 1980: Salome - 1981: Unconscious London Strata - 1981: Arabic Numeral Series 10 - 1984: Tortured Dust | - 1989: Visions in Meditation#2: Mesa Verde - 1990: Visions in Meditation#4: D.H. Lawrence - 1990: Passage Through: A Ritual - 1992: For Marilyn - 2000: Water for Maya - 2000: Persian Series#9 - 2000: Persian Series#12 - 2000: The God of Day Had Gone Down Upon Him - 2002: Resurrectus Est - 2002: SB (One Minute for Vienna) - 2003: Chinese Series |

### Actor
- 1954: The Extraordinary Child
- 1959: Wedlock House: An Intercourse
- 1959: Cat's Cradle
- 1962: Dog Star Man: Part I
- 1962: Prelude: Dog Star Man
- 1963: Dog Star Man: Part II
- 1964: Dog Star Man: Part IV
- 1964: Dog Star Man: Part III
- 1974: The Stars Are Beautiful: narrador (veu)
- 1984: Tortured Dust
- 1988: I... Dreaming
- 1996: Cannibal! The Musical: George Noon's father

### Productor
- 1962: Dog Star Man: Part I
- 1998: Jakob
- 2000: Water for Maya
- 2000: Persian Series#9
- 2000: The God of Day Had Gone Down Upon Him
- 2000: Moon Streams
- 2001: Sand Castle II
- 2001: Garden Path

### Guionista
- 1962: Dog Star Man: Part I
- 1987: Faustfilm: An Opera: Part I
- 2000: Water for Maya
- 2000: The God of Day Had Gone Down Upon Him